# Priesterseminar Speyer
Das Bischöfliche Priesterseminar St. German an historisch bedeutsamer Stelle im Süden der Stadt Speyer dient als Pastoralseminar des Bistums Speyer. Dem Ausbildungsinstitut des Bistums kommt als erste Aufgabe die Verantwortung für die Ausbildung der künftigen Priester, Diakone, Pastoral- und Gemeindereferenten zu. Darüber hinaus steht es als geistliche Tagungsstätte allen Gruppierungen des Bistums, der Pfarreien und kirchlichen Verbände offen. Die Bibliothek St. German des Pastoralseminars mit ihrem großen Buchbestand kann als öffentliche Bibliothek von allen genutzt werden, die im wissenschaftlich-theologischen Bereich wie auch im pastoralpraktischen Bereich nach Literatur oder auch nach religionspädagogisch-katechetischen Materialien suchen. Die Seminarkirche St. German lädt regelmäßig zu Gemeindegottesdiensten ein.

## Ausbildung
Das Bischöfliche Priesterseminar St. German – Pastoralseminar des Bistums Speyer – dient als Ausbildungsstätte der Betreuung und Ausbildung der Priesteramtskandidaten des römisch-katholischen Bistums Speyer. Darüber hinaus ist ihm seit dem 1. Januar 2019 auch die Ausbildung der künftigen Diakone, sowie der Pastoral- und Gemeindereferentinnen und -referenten des Bistums anvertraut. Schwerpunktmäßig ist es ein Pastoralseminar. Im Priesterseminar St. German werden auch die gemeinsamen Teile der Pastoralkursausbildung der Priesterkandidaten des Erzbistums Bamberg, sowie der Bistümer Eichstätt und Würzburg gestaltet (Metropolie Bamberg).

## Studienphase
Da sich im Bistum Speyer keine eigene theologische Ausbildungsstätte befindet, studieren die Priesterkandidaten, wie auch die Bewerberinnen und Bewerber für die Berufe der Pastoral- und Gemeindereferentinnen und -referenten an auswärtigen Universitäten bzw. Hochschulen und Fachhochschulen. Während dieser Zeit werden die Bewerberinnen und Bewerber von den Studienbegleitungen vor Ort, wie auch von den jeweiligen Ausbildungsleitungen des Heimatbistums Speyer begleitet. Die Priesterkandidaten wohnen während der Studienphase im Priesterseminar am Studienort (Bamberg, Eichstätt oder München).
Das Speyerer Pastoralseminar dient während der Studienphase als Anlaufstelle und Treffpunkt. Von hier aus wird die gesamte Ausbildung verantwortet, betreut und verwaltet.

## Pastoralausbildung
Die eigentliche Ausbildungsaufgabe des Speyerer Seminars beginnt nach der Studienphase. Nach dem Studienabschluss kehren die Priesteramtskandidaten des Bistums, die künftigen Pastoral- und Gemeindereferentinnen und -referenten nach Speyer zurück. Dort absolvieren sie eine zweijährige Pastoralausbildung. Deren Schwerpunktfächer sind die Homiletik (Einübung der Predigttätigkeit), die Liturgik (Einübung der Gottesdienstleitung), die Pastoraltheologie (Einführung in die pastorale Praxis) sowie die Religionspädagogik (Vorbereitung auf den Dienst als Religionslehrer). Hinzu kommen die Kurseinheiten zu Spiritualität und geistlichem Leben, Kommunikation und Gesprächsführung, Stimmbildung und liturgischem Gesang und vielen weiteren pastoralpraktischen Themenbereichen.
Nach zwei Pastoralkursjahren erfolgt für die Priesteramtskandidaten die Priesterweihe, für die Bewerberinnen und Bewerber für die Berufe der Pastoral- und Gemeindereferentinnen und -referenten die Aussendung in den pastoralen Dienst des Bistums. Nun folgt die letzte Ausbildungsphase, die Kaplans- bzw. Assistenzzeit. Auch die Phase, die für Priester und Pastoralreferentinnen und -referenten mit der Zweiten Dienstprüfung abschließt, wird vom Pastoralseminar verantwortet.

## Diakonenausbildung
Ständige Diakone arbeiten im Bistum Speyer meist im Zivilberuf. Das heißt, sie üben ihren diakonalen Dienst in Pfarreien, caritativen Einrichtungen oder an anderen Orten zusätzlich zu ihrem Zivilberuf ehrenamtlich aus. Daraus ergibt sich für die Ausbildung die Notwendigkeit, ein ganz eigenes Ausbildungskonzept zu gestalten. Bewerber für den Ständigen Diakonat absolvieren ihre theologische Ausbildung mit dem Fernkurs der Würzburger Domschule (Grund- und Aufbaukurs Theologie). Die pastoralpraktische Ausbildung erfolgt in Wochenendeinheiten im Speyerer Priesterseminar.

## Metropoliekooperation
Seit dem Jahr 2008 besteht eine Kooperation der vier Bistümer der Metropolie (Kirchenprovinz) Bamberg bezüglich der Priesterausbildung. Diese beinhaltet die Aufteilung der Ausbildungsaufgaben unter den Priesterseminaren der vier Bistümer. In Bamberg findet das einjährige Propädeutikum statt. Die Priesterseminare in Eichstätt und München (Herzogliches Georgianum) sind Studienseminare. Das Speyerer Priesterseminar ist als Pastoralseminar für die Pastoralausbildung zuständig. Im Frühjahr 2013 unterzeichneten die Bischöfe der Kirchenprovinz eine Rahmenordnung, mit der die Ausbildungskooperation, die sich zuvor in einer Erprobungsphase befand, endgültig bestätigt wurde. Derzeit arbeiten die Ausbildungsverantwortlichen im Auftrag der Bischöfe an einer Ausweitung der Kooperation in der Pastoralausbildung auf alle vier pastoralen Berufsgruppen.

## Tagungshaus
Seit der Generalsanierung der Gebäude des Priesterseminars in den Jahren 2015 bis 2017 dient das Haus neben der Aufgabe als Ausbildungsstätte der künftigen Priester und Diakone, sowie der pastoralen Mitarbeiterinnen und Mitarbeiter auch als Tagungsstätte des Bistums. Zahlreiche größere und kleinere Tagungsräume (für Gruppen von 3 bis 150 Personen) mit moderner Medientechnik, sowie behagliche Übernachtungszimmer (38 Einzelzimmer, davon 2 Referentenzimmer und 4 Doppelzimmer) stehen zur Verfügung. Die Küche des Hauses bietet vor allem regionale und saisonale Spezialitäten an und bereitet diese frisch zu. Alle Bereiche des Hauses sind barrierefrei erschlossen.
Besondere Arbeitsschwerpunkte des Pastoralseminars sind die Begleitung des hauptamtlichen Personals des Bistums, die Aus-, Fort- und Weiterbildung von Ehrenamtlichen, die Vernetzung der Arbeit von Haupt- und Ehrenamtlichen, sowie der verschiedenen Einrichtungen des Bistums und die Gestaltung des Themenschwerpunktes 'Partizipative Kirchenentwicklung'.

## Geschichte

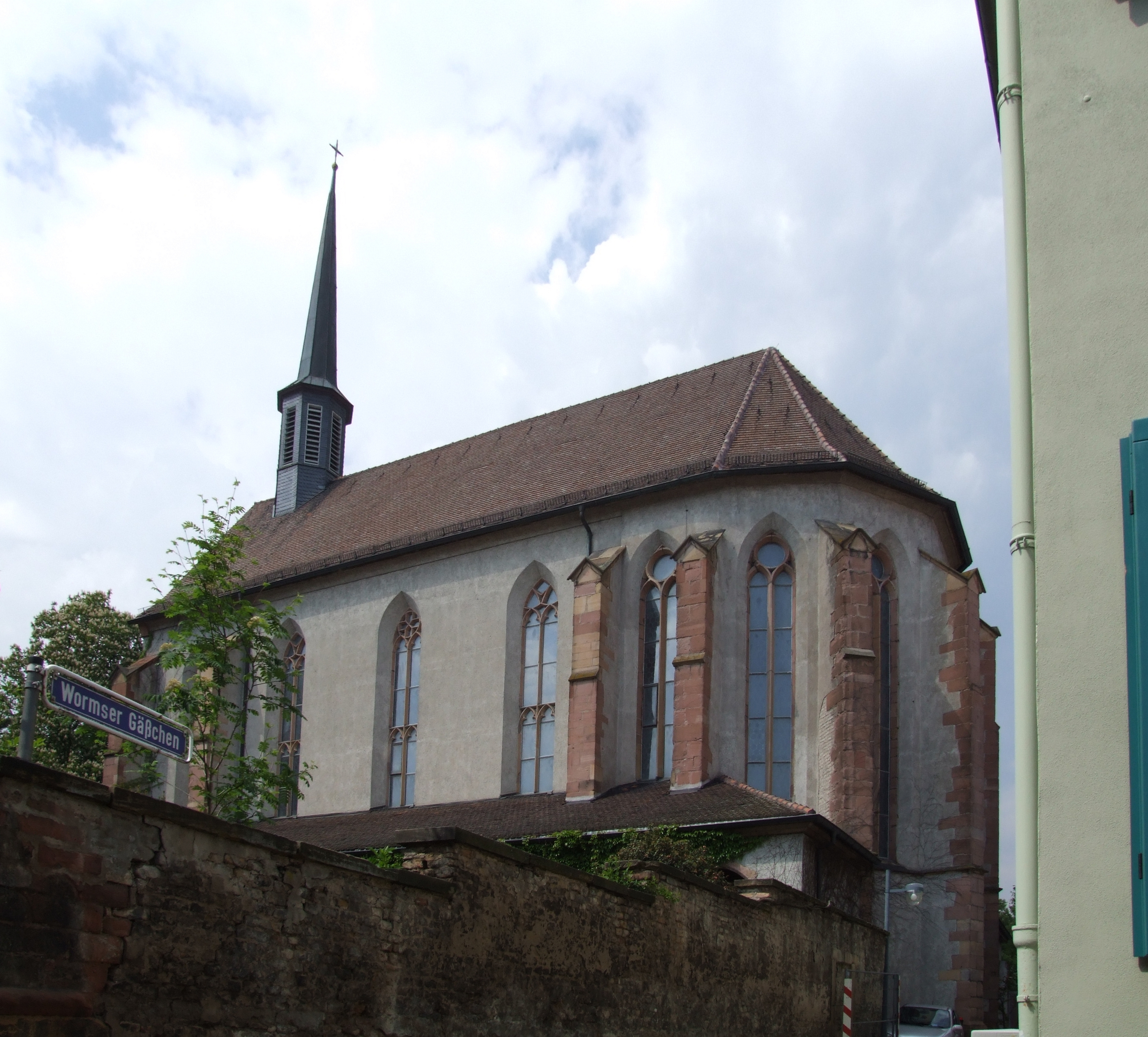
Kirche St. Ludwig

Das Priesterseminar Speyer wurde nach der Wiedererrichtung des Bistums Speyer als Ausbildungsstätte für das Bistum gegründet. Im Jahr 1827 bezog es die Räume des vormaligen Dominikanerklosters in der Nähe des Speyerer Domes. Die dortige Kirche St. Ludwig wurde zur Seminarkirche. Im Jahr 1840 begründete das Bistum auch ein sogenanntes kleines Seminar, das Bischöfliche Konvikt. Hier wurden Jungen zur Hochschulreife geführt.
Da nach dem Zweiten Weltkrieg der Platz für Priesterseminar und Konvikt nicht mehr ausreichte, wurde auf dem Gelände des heutigen Priesterseminars St. German ein neues Seminargebäude errichtet und im Jahr 1956 in Dienst genommen. Die Kirche St. German wurde im Jahr 1957 konsekriert. Dieser Standort ist von großer historischer Bedeutung. Bereits Ende des 4. Jahrhunderts bzw. Anfang des 5. Jahrhunderts n. Chr. siedelten hier Christen und bestatteten ihre Toten. Relativ bald fand sich auch eine kleine klösterliche Gemeinschaft an dieser Stelle rund um eine kleine Germanskirche. Um 1000 entstand eine beeindruckende frühromanische Klosteranlage, das im 15. Jahrhundert unterging.

## Bibliothek St. German
Die Bibliothek des Bischöflichen Priesterseminars St. German dient zugleich Diözesanbibliothek für das Bistum Speyer. Sie verfügt über einen Bestand von weit mehr als 250.000 Büchern und mehr als 300 laufenden Zeitschriften. Sammelschwerpunkt ist die Praktische Theologie (Pastoraltheologie, Homiletik, Liturgie, Religionspädagogik) sowie Literatur zur Hl. Edith Stein und zur mittelalterlichen Buchmalerei.
Kirchliche Bibliotheken besitzen in Speyer eine lange Tradition. Berühmt war vor allem die Bibliothek des Domkapitels, die 1689 bei der totalen Zerstörung der Stadt Speyer im Pfälzischen Erbfolgekrieg in Flammen aufging. Auch der zweiten Dombibliothek, deren Aufbau zu Beginn des 18. Jahrhunderts mit der Rückkehr des Domkapitels erfolgte, erging es nicht besser. Was nicht zuvor nach Paris deportiert wurde, fiel im Gefolge der Französischen Revolution der Vernichtung anheim.

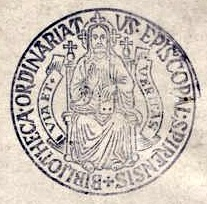
Stempel der Ordinariatsbibliothek des Bistums Speyer, um 1860. Sie ging später in der heutigen Diözesanbibliothek auf

Die Bibliothek St. German ist die älteste öffentlich zugängliche Speyerer Bibliothek. Trotzdem kann die Bibliothek des Priesterseminars – anders als ähnliche Kirchen- und Klosterbibliotheken – nicht auf eine traditionsreiche Bestandsgeschichte verweisen. Ein genaues Gründungsdatum ist nicht bekannt. Nach der Wiedererrichtung des Bistums Speyer wurde das Priesterseminar von Bischof Martin Manl am 4. November 1827 im Gebäude Große Greifengasse 11 eröffnet (ehemaliges Konvikt bzw. Bistumshaus St. Ludwig). Es ist zu vermuten, dass etwa zeitgleich mit dem Priesterseminar auch eine Büchersammlung entstand, die Keimzelle der späteren Bibliothek. Nachweisbar ist diese ab dem Jahre 1830 durch ein handschriftliches Exlibris „Ex Bibliotheca Semin. cleric. Spirensis“.
An konkreten Nachrichten zur Bibliothek mangelt es aus dieser Zeit, doch lässt ihr heutiger Bestand an Werken des 19. Jahrhunderts einen kontinuierlichen Bestandsaufbau schon in dieser Zeit erkennen. Spätestens zum Beginn des 20. Jahrhunderts besaß das Seminar einen regulären Etat zum Kauf neuer Bücher. Bischof Konrad von Busch erhöhte ihn für das Jahr 1908 von 100 auf 300 Mark. Gleichzeitig behielt er sich gegenüber Regens Peter Diehl aber vor, „um jeder mißbräuchlichen Verwendung der erhöhten Summe vorzubeugen … daß jedes neue Werk nur mit unserer vorher eingeholten Zustimmung für die Bibliothek erworben werde“.
Schon vorher, im Jahre 1815, wurde mit dem Tod des Grafen Damian Hugo Philipp von Lehrbach der Grundstock der heutigen Seminarbibliothek gelegt: Er vermachte seine Privatbibliothek dem Bistum Speyer. Diese bildet heute den ältesten Besitz der Bibliothek des Priesterseminars. Zahlreicher Streubesitz aus den untergegangenen Klöstern der Stadt Speyer und der Umgebung ergänzen den historischen Buchbestand.
Er ist wesentlich größer als lange angenommen. Nach dem Handbuch der historischen Buchbestände in Deutschland waren 1993 knapp 12.000 Titel des 15. bis 19. Jahrhunderts gezählt worden. Heute (2014) wird allein der Bestand aus dem 19. Jahrhundert auf über 30.000 geschätzt, aus dem 18. Jahrhundert sind es über 8.000, aus dem 16. Jahrhundert mehr als 1.200, und selbst bei den Werken aus dem 16. Jahrhundert wurden mit etwa 500 mehr als doppelt so viele gezählt als ursprünglich gemeldet. Über die Provenienzforschung können heute mehr als 100 Klöster und etwa 300 historische Personen als Vorbesitzer ermittelt werden. So bewahrt die Bibliothek kulturelles Erbe der Kirche und ist selbst das kulturelle Gedächtnis des Bistums Speyer.
„Spira fit insignis“, diese Worte aus der Widmung des Codex Aureus, des Goldenen Evangelienbuches Kaiser Heinrichs III., sind auch zutreffend hinsichtlich des letzten, großen Bücherschatzes, den die Bibliothek erhielt. Es handelt sich um die wohl größte private Sammlung von mehr als 400 Faksimiles mittelalterlicher Handschriften vom 4. bis zum 18. Jahrhundert. Sie stammen aus dem Nachlass des 1998 verstorbenen Kölner Theologen, Altphilologen und Germanisten Johannes Rathofer. Ihm war es zu verdanken, dass das Speyerer Evangelienbuch 1995 wenigstens als Faksimile nach Speyer zurückkehrte. Mehr als zehn Jahre intensiver Arbeit hatte Rathofer dem Codex Aureus gewidmet. Diese intensive Beschäftigung und die dadurch entstandenen Kontakte zum Bistum Speyer führten dazu, dass die Faksimilesammlung 1999 für die Bibliothek des Priesterseminars gewonnen werden konnte und dort als „Sammlung Prof. Dr. Johannes Rathofer“ weitergeführt wird. In zahlreichen Ausstellungen im Speyerer Dom, wie auch an anderen Stellen wurden und werden Teile dieser Sammlung und ihr theologischer Gehalt präsentiert und erschlossen.

## Seminarkirche St. German und Nardini-Kapelle
Im Zusammenhang mit dem Neubau des Priesterseminars St. German in den fünfziger Jahren wurde auch eine neue Seminarkirche errichtet. Sie wurde 1957 von Bischof Isidor Markus Emanuel konsekriert. Der ungewöhnliche und sehr qualitätvolle Kirchenbau wurde von Eugen Beuerlein konzipiert, die örtliche Bauleitung übernahm Ottokar Hirmer. Der Grundriss zeigt ein Ineinander von längs gerichteter Saal- und sechseckiger Zentralform. Eine schlichte, klare Formensprache bestimmt die Gesamtarchitektur. Die Gestaltung der Innenausstattung geht, wie auch das große, raumhohe Relief, mit dem die Altarrückwand gestaltet wurde auf den Künstler Werner Schreiner zurück. Die Glasfenster, wie auch der Deckenspiel über dem Altarbereich stammen von Werner Braun. Besondere Erwähnung verdienen in diesem Zusammenhang die beiden Betonglasfenster in der Rückwand der Kirche. Erstmals in der Pfalz wurde hier eine Betonglastechnik angewandt, die einen transluzidfarbigen Raumeindruck schafft.
Im Zusammenhang mit der Generalsanierung der Seminargebäude in den Jahren 2015 bis 2017 wurde auch die Kirche renoviert und erhielt eine neue, den heutigen liturgischen Anforderungen entsprechende Ausgestaltung. Aus einem den ganzen deutschsprachigen Raum umfassenden Künstlerwettbewerb ging der Duttweilerer (Neustadt/Weinstraße) Künstler Bernhard Mathäß hervor. Er gestaltete ein neues lithurgisch-geistliches Zentrum mitten im Raum.
Ein besonderes Kleinod bildet die historische Vowles-Orgel aus dem Jahr 1890. Sie konnte im Zusammenhang mit der Generalsanierung der Kirche im Jahr 2017 aus England erworben und als erste Hauptorgel der Kirche auf der Empore eingebaut werden. Zuvor bestand im Chorraum eine kleine Schwalbennest-Orgel von Wolfgang Scherpf, die 1959 als Teilbau einer geplanten, aber nicht vollendeten Orgelanlage errichtet worden war; sie wurde beim Einbau der Vowles-Orgel stillgelegt.
Mit der Nardini-Kapelle verfügt das Priesterseminar seit 1982 über einen weiteren, kleinen Raum für Gottesdienste.

## Nekrologium
Für historische Forschungszwecke betreibt das Priesterseminar Speyer beziehungsweise die angeschlossene Diözesanbibliothek zudem das frei zugängliche Online-Nekrologium, in dem alle aus dem neuen Bistum Speyer (seit 1821) stammenden oder hier ehemals tätigen, verstorbenen Geistlichen in Datensätzen erfasst sind. Dazu wurden viele Fotos der Personen mühevoll zusammengetragen (von Totenzetteln, Pfarrarchiven u. ä.) und erstmals zusammenhängend digitalisiert und zugänglich gemacht. Die Online-Sammlung wird ständig ergänzt und erweitert. Sie stellt eine wertvolle Hilfe für Heimatgeschichtler dar und ist deutschlandweit in dieser Form bisher einzigartig.